# Seyidbeyli (Khodjaly)
Seyidbeyli est un village de la région de Khodjaly en Azerbaïdjan. Elle compte 369 habitants en 2005.